# 4,4'-Metilenodianilina
4,4'-Metilenodianilina (MDA), um composto orgânico aromático e amina de fórmula C13H16N2, é uma substância suspeita de ser agente carcinógeno.